# Кореферентность
Корефере́нтность или референциональное тождество — отношение между именами — компонентами высказывания, в котором имена ссылаются на один и тот же объект (ситуацию) внеязыковой действительности (референт).
Благодаря кореферентности текст можно сделать связным, часто, но необязательно, в виде анафорического отношения (местоименное слово или значение определённости — местоимение).

## Примеры
Анафорическое отношение «местоименное слово — местоимение»: «Книга лежит на столе. Она тяжёлая.»
Анафорическое отношение «значение определённости — местоимение»: «Книга лежит на столе. Том тяжёлый.»
Метонимия: «Писатель заставил публику читать себя.» (здесь себя — труды писателя)

## Кореферентность имен в компьютерной обработке информации
Имя в информационных системах с табличной формой представления информации (базах данных, web-сайтах, электронных таблицах и т. д.) представляют атрибутом или совокупностью атрибутов кортежа (для именных групп). Посимвольно разные имена в таких системах могут являться кореферентными, а содержащие их атрибуты — семантически эквивалентными. Например, имя «средство для чистки» кореферентно имени «чистящее средство».
Несомненно, что при отсутствии специальных правил кореферентные имена будут вводиться операторами разных информационных систем посимвольно различно. Обычно считают задачу определения семантической эквивалентности символьных атрибутов алгоритмически не решаемой. На уровне отдельных программных решений, государств и мирового сообщества в целом применяют технологии, позволяющие неявно перенести функцию сравнения имен на оператора ЭВМ, а полученный результат представить в виде кода, или в иной алгоритмически удобной форме.
- В Российской Федерации каждый налогоплательщик обязан иметь собственный ИНН
- Каждый товар в любом супермаркете мира имеет уникальный числовой код, кодированный в штрихкоде
- ГОСТ 7.1—2003 вводит единый стандарт на библиографическую запись и библиографическое описание
- Дублинское ядро является стандартом для описания широчайшего диапазона сетевых ресурсов
- CommerceML использует различные форматы обмена электронной документацией

Успехи в компьютерном анализе естественных языков позволяют создавать информационные системы для решения таких задач, где введение кодовых обозначений или стандартов наименований невозможно. Пионером в Рунете по автоматическому сравнению семантики имен можно считать систему Price.ru для поиска информации о товарах. В ней применяются методы информационно-поисковых систем, что позволяет установить семантическую толерантность различных наименований.
Большинство исследований и публикаций связано с автоматизацией установления кореферентных связей в естественно-языковом тексте. Использование предметно-ориентированных семантических моделей позволяет эффективно выполнять семантическое сравнение посимвольно разных имен в базах данных для различных прикладных целей.